# Groothertogdom Luxemburg (1815-1890)

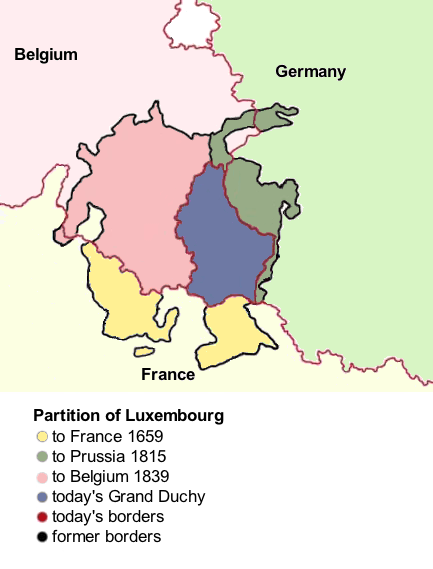
Delingen van Luxemburg

Het Groothertogdom Luxemburg werd in de jaren 1815-1890 geregeerd door leden van het huis Oranje-Nassau. Bij het Congres van Wenen (1814-1815), dat werd gehouden na de nederlaag van Napoleon in de napoleontische oorlogen, werd het voormalige hertogdom Luxemburg, dat was opgegaan in het Franse Woudendepartement, opgewaardeerd tot groothertogdom en binnen de Duitse Bond (Duitsch verbond) gevoegd. Op provinciaal niveau lag het gezag in handen van Willem I als groothertog, hij werd bij het Verdrag van Wenen ook tevens koning van het nieuw gestichte Verenigd Koninkrijk der Nederlanden. Bij de Grondwet van 1815 werd Luxemburg onder dezelfde souvereiniteit geplaatst als het Koninkrijk en kreeg dezelfde grondwet, behoudens de betrekkingen tot de Duitse bond.
Na de Belgische opstand (1830) maakte het, op de hoofdstad Luxemburg na, de facto deel uit van de nieuwe staat België. Bij het Verdrag van Londen (1839) verkreeg België het Franstalige westelijk deel van Luxemburg; het oostelijk deel bleef als vanaf dat moment staatkundig onafhankelijk groothertogdom in een personele unie verbonden met rest-Nederland. De verdeling geldt als de derde deling van Luxemburg. Een rompstaat bleef over, met ongeveer een derde van het oorspronkelijke grondgebied met de helft van de bevolking. Het Groothertogdom Luxemburg had nog het statuut van groothertogdom binnen de Duitse Bond. Na de opheffing van de Duitse Bond in 1867 werd de onafhankelijkheid en neutraliteit van Luxemburg bevestigd hoewel de Nederlandse koning er, conform het Tweede Verdrag van Londen, groothertog bleef. Aan die situatie kwam een einde met de dood van koning-groothertog Willem III op 23 november 1890, omdat hij geen mannelijke nazaten bezat. Het groothertogdom vererfde in de mannelijke lijn.

## Willem I (1815-1840)
In 1815 werd de staatsrechtelijke kaart van Europa grondig hertekend op het Congres van Wenen. Willem I lobbyde voor een vereniging van Noord-Nederland, de Zuidelijke Nederlanden en delen van het Rijnland. Dit laatste faalde, maar Luxemburg werd wel toegewezen aan Willem. Luxemburg werd opgewaardeerd tot groothertogdom en het ging deel uitmaken van de Duitse Bond.
Groothertog Willem I was naast groothertog van Luxemburg, tevens koning der Nederlanden. Willem voegde bij de Grondwet van 1815 Luxemburg bij zijn Verenigd Koninkrijk. In 1830 kwamen de Zuidelijke Nederlanden in opstand, en riepen eenzijdig de onafhankelijkheid uit onder de naam België. De elites van Luxemburg kozen massaal de kant van België. Luxemburg-stad werd echter gehouden door een Pruisisch garnizoen dat loyaal bleef aan de Nederlandse koning. De rest van het land integreerde zich in de Belgische instellingen.
Bij het Verdrag van Londen (1839) wezen de grootmachten het westelijke Franstalige deel van Luxemburg plus het Land van Aarlen toe aan België. Koning Willem I bleef groothertog van het oostelijke deel van het Groothertogdom Luxemburg dat een van Nederland onafhankelijke staat werd en onderdeel bleef van de Duitse bond.
Bij deze deling verloor Luxemburg 4.730 km² (ongeveer 65 % van het oppervlak), bewoond door 175.000 mensen (ongeveer 50 % van de bevolking).

## Willem II (1840-1849)
De Belgische afscheiding en de veranderingen die dit teweegbracht in Nederland waren de voornaamste redenen voor Willem I om in 1840 troonsafstand te doen ten gunste van zijn zoon Willem II. Na de deling van Luxemburg was het land grotendeels Duitstalig. Het verlies van de Belgische markt was verder een pijnlijk economisch probleem. De groothertog zag dit in, en maakte het groothertogdom in 1842 onderdeel van de Duitse Zollverein. Het land bleef echter grotendeels agrarisch en achtergesteld. Als resultaat hiervan verhuisde tussen 1841 en 1891 een vijfde van de bevolking naar de Verenigde Staten. De revoluties van 1848 en 1849, waarin Lodewijk Filips I van Frankrijk werd afgezet en andere Europese vorsten met geweld tot concessies werden gedwongen, deden Willem vrezen voor zijn troon. De koning verklaarde daarop tegenover zijn Nederlandse ministers dat hij in één nacht van conservatief geworden was tot liberaal. Hierdoor werd onder andere in 1848 de Regeringsraad van Luxemburg opgericht.

## Willem III (1849-1890)
Het Groothertogdom Luxemburg had nog het statuut van zelfstandig hertogdom binnen de Duitse Bond. Bij de opheffing van de Duitse Bond in 1867 werd de zelfstandigheid en neutraliteit van Luxemburg bevestigd. De Luxemburgse kwestie leidde in 1867 bijna tot een oorlog over Luxemburg tussen Frankrijk en Pruisen. Het Tweede Verdrag van Londen erkende Luxemburg als een onafhankelijke, neutrale staat onder het huis van Oranje-Nassau. Verder moesten alle vestingwerken in Luxemburg worden afgebroken. Luxemburg was dus sinds 1839 onafhankelijk maar werd nog steeds geregeerd door de koning der Nederlanden. Aan die situatie kwam een einde met de dood van Willem III in 1890. Terwijl deze in Nederland werd opgevolgd door Wilhelmina, deden de Luxemburgers een beroep op de Salische Wet, en kozen zo een andere groothertog, uit een andere tak van de Nassau familie, Adolf. Hiermee kwam er een eind aan de personele unie tussen Nederland en Luxemburg.

## Gouverneurs van het Groothertogdom Luxemburg
- 1815-1830 - Jean-Georges Willmar
- 1830-1842 - Belgische bezetting; er waren verschillende regeringscommissies
- 1842-1848 - Gaspard-Théodore-Ignace de la Fontaine, na de revoluties van 1848 werd de la Fontaine president van de toen net opgerichte Regeringsraad van Luxemburg.

Van 1850 tot 1879 was Hendrik der Nederlanden, broer van koning -groothertog Willem III, stadhouder van Luxemburg.

## Aardrijkskunde
Het groothertogdom Luxemburg besloeg een oppervlakte van 7026 km² en was hiermee de op een na grootste provincie van het Verenigd Koninkrijk der Nederlanden (op Holland na). De hoofdstad was de stad Luxemburg, het hoogste punt was de 652 meter hoge Baraque de Fraiture. Na 1839 werd het hoogste punt de 560 meter hoge Kneiff. De Kneiff was toen ook het hoogste punt van Nederland, buiten de overzeese gebiedsdelen.